# M. Ananthasayanam Ayyangar
Madabhushi Ananthasayanam Ayyangar, född 4 februari 1891 vid Tiruchanur nära Tirupati i nuv. Andhra Pradesh, död där 19 mars 1978, var en indisk politiker (INC) och talman för Lok Sabha från 1956 till 1962.
Bachelor of Arts-examen från Pachaiyappa's College i Madras sedan juridisk examen i samma stad 1913. Matematiklärare 1912, sedan advokat och aktiv politiker från 1934. På grund av sina politiska aktiviteter satt Ayyangar fängslad under brittisk tid i omkring 3 år.
Ayyangar var vice talman i såväl den provisoriska lagstiftande församlingen i det självständiga Indien, som i Lok Sabha. När talmannen Ganesh V. Mavalankar 1956 avled i en hjärtattack efterträddes han av Ayyangar. Efter valen till Lok Sabha 1962 avböjde Ayyangar omval som talman och avsade sig sin plats i Lok Sabha, för att istället bli guvernör i delstaten Bihar. Efter sin tid som guvernör i Bihar pensionerade sig Ayyangar.